# Aechmea gustavoi
Aechmea emmerichiae é uma espécie do gênero biológico Aechmea. Esta espécie é endêmica do Brasil.